# The Fiery Cross (ziar)
The Fiery Cross a fost o revistă publicată săptămânal de organizația Ku Klux Klan. 

## Istoric
Lansată inițial în 1921 sub numele de Fact! în Indianapolis, ziarul a fost redenumit în iulie, 1922, când la conducerea redacției a ajuns Ernest W. Richard. Liderul D.C.Stephenson a obținut controlul editorial al The Fiery Cross în 1923. Sub Richard, ziarul conțiunea doar informații despre raliuri, întâlniri și alte activități ale Klanului. Odată preluat de Stephenson, ziarul a adoptat o linie ideologică. Predicile preoților protestanți care susțineau organizația era publicate, iar cei care nu erau de acord cu aceștia erau criticați. În același timp, numărul copiilor vândute a crescut la 50.000. Abonamentul anual costa 5$. În martie, 1923, Stephenson a anunțat că publicația avea peste 100.000 de cititori; în luna aprilie, The Fiery Cross a fost extins la 12 pagini. Existau în total trei ediții: pentru Ohio, Illinois și Indiana.
Ziarul și-a încetat activitatea în februarie, 1925, după ce D.C. Stephenson a fost acuzat de crimă.